# Phu Kradueng (huyện)
Phu Kradueng (tiếng Thái: ภูกระดึง) là một huyện (amphoe) của tỉnh Loei, đông bắc Thái Lan.

## Địa lý
Các huyện giáp ranh (từ phía bắc theo chiều kim đồng hồ) là Phu Luang, Nong Hin và Pha Kao của tỉnh Loei, Si Bun Rueang của tỉnh Nongbua Lamphu, Si Chomphu, Chum Phae và Phu Pha Man của tỉnh Khon Kaen, và Nam Nao của tỉnh Phetchabun.
Vườn quốc gia Phu Kradueng nằm ở huyện này.

## Lịch sử
Tiểu huyện (King Amphoe) được lập ngày 1 tháng 1 năm 1962, khi 3 tambon Si Than, Puan Phu và Pha Khao được tách khỏi Wang Saphung district. Đơn vị này đã được nâng cấp thành huyện ngày 6 tháng 7 năm 1963.

## Hành chính
Huyện này được chia thành 4 phó huyện (tambon), các đơn vị này lại được chia ra thành 54 làng (muban). Phu Kradueng là một thị trấn (thesaban tambon) nằm trên một phần của tambon Si Than, Pha Nok Khao và Phu Kradueng. Có 4 Tổ chức hành chính tambon.
| STT | Tên          | Tên tiếng Thái | Số làng | Dân số |  |
| --- | ------------ | -------------- | ------- | ------ |  |
| 1.  | Si Than      | ศรีฐาน          | 16      | 10.963 |  |
| 5.  | Pha Nok Khao | ผานกเค้า        | 14      | 8.140  |  |
| 7.  | Phu Kradueng | ภูกระดึง         | 13      | 7.698  |  |
| 10. | Huai Som     | ห้วยส้ม          | 11      | 6.637  |  |

Các con số mất là tambon nay tạo thành huyện Huyệns Pha Khao và Nong Hin.